# Platyscelidris fossorius
Platyscelidris fossorius är en stekelart som beskrevs av Johnson och Musetti 2002. Platyscelidris fossorius ingår i släktet Platyscelidris och familjen Scelionidae. Inga underarter finns listade i Catalogue of Life.